# Garschagen (Remscheid)
Garschagen ist ein statistischer Stadtteil des Stadtteils und Stadtbezirks Lüttringhausen in der bergischen Großstadt Remscheid in Nordrhein-Westfalen.

## Geografie

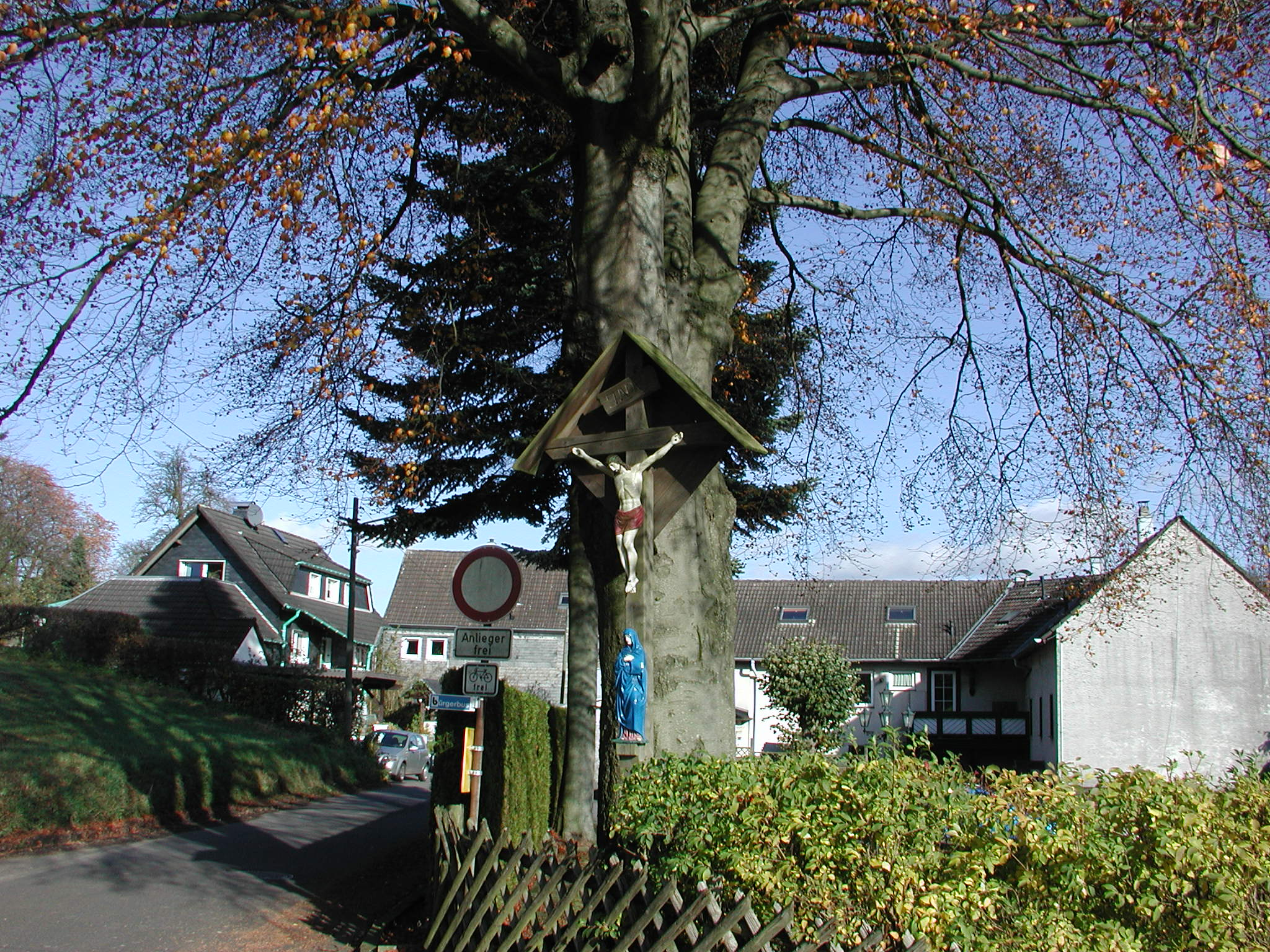
Obergarschagen

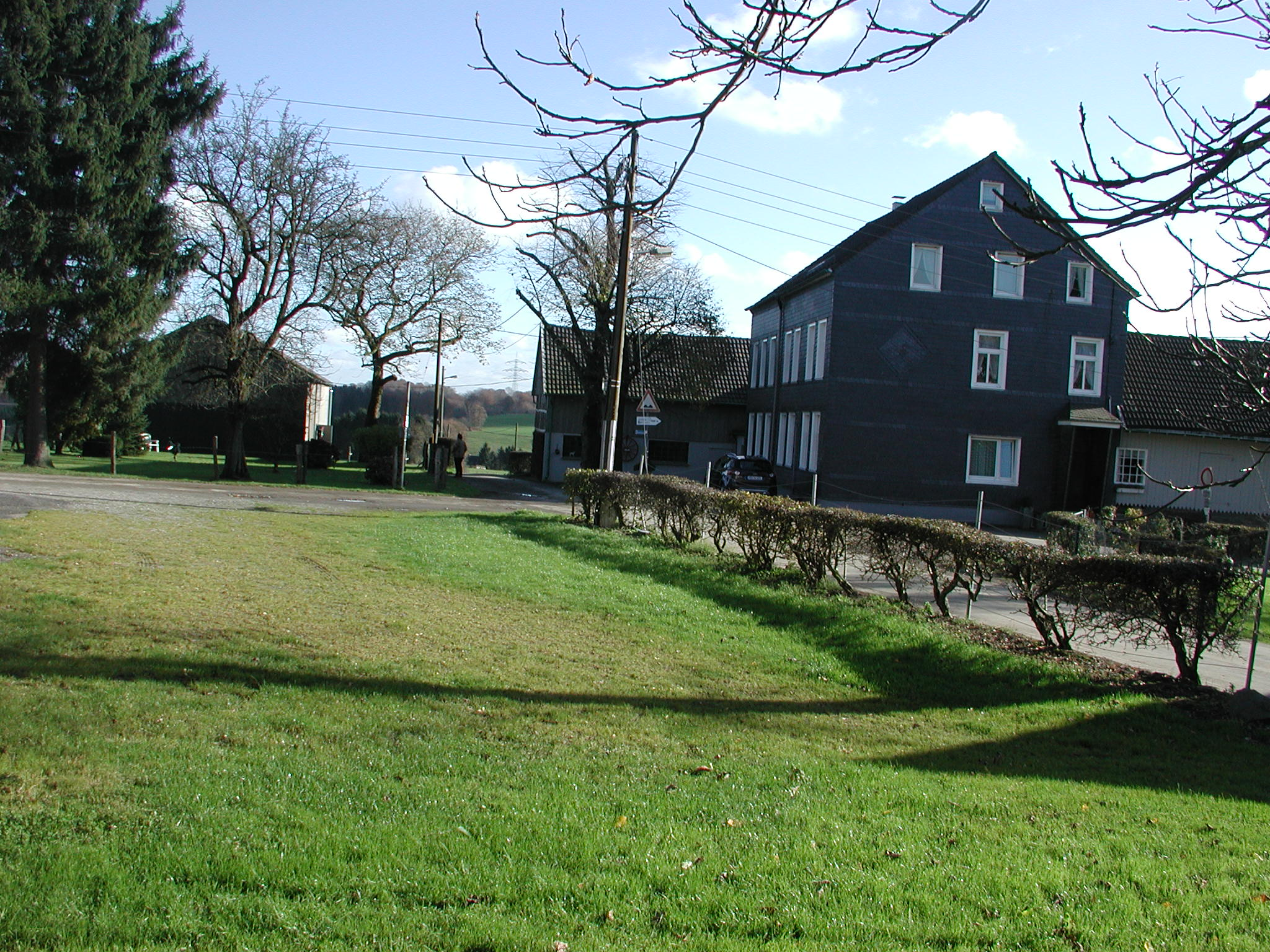
Mittelgarschagen

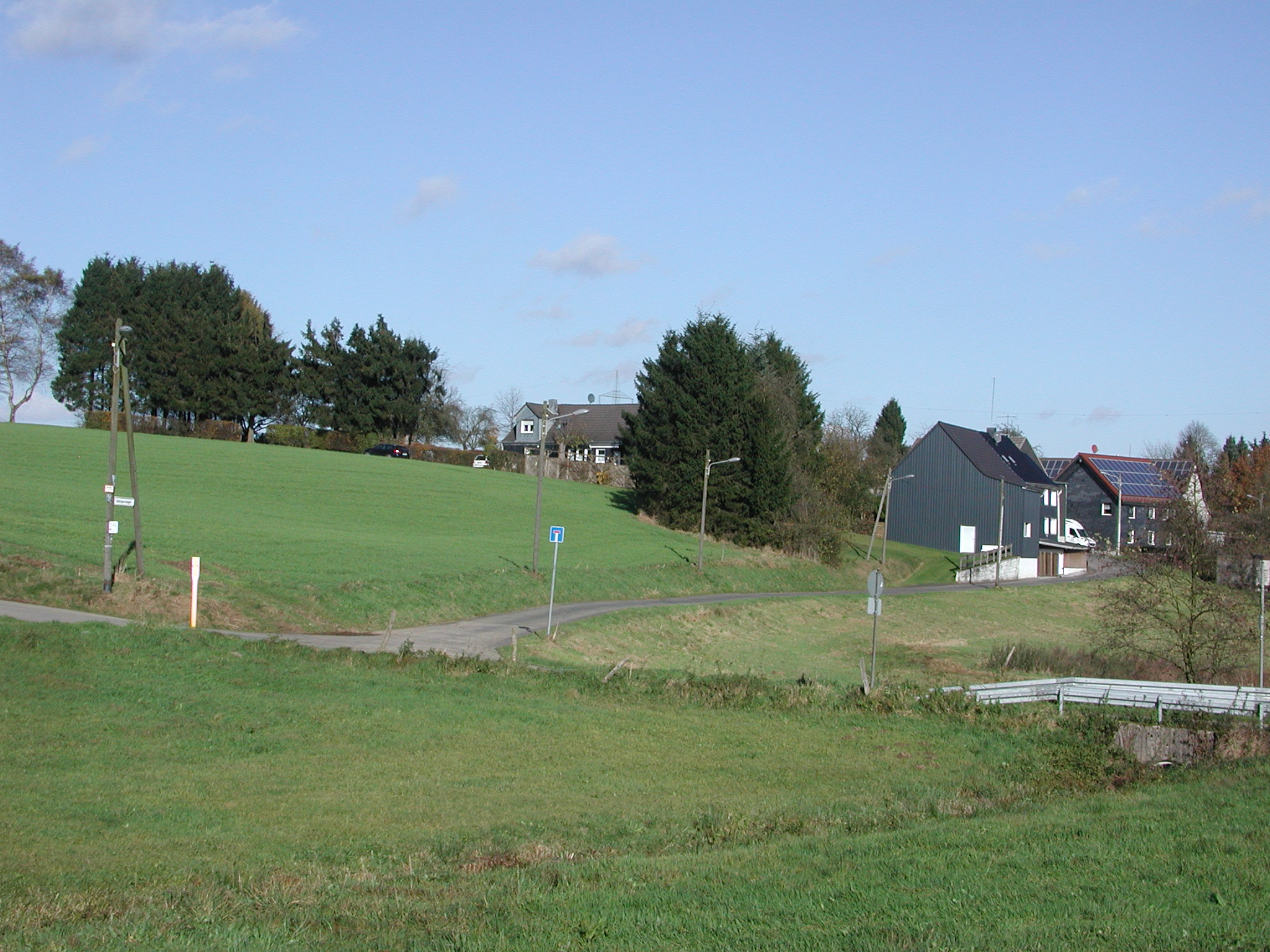
Untergarschagen

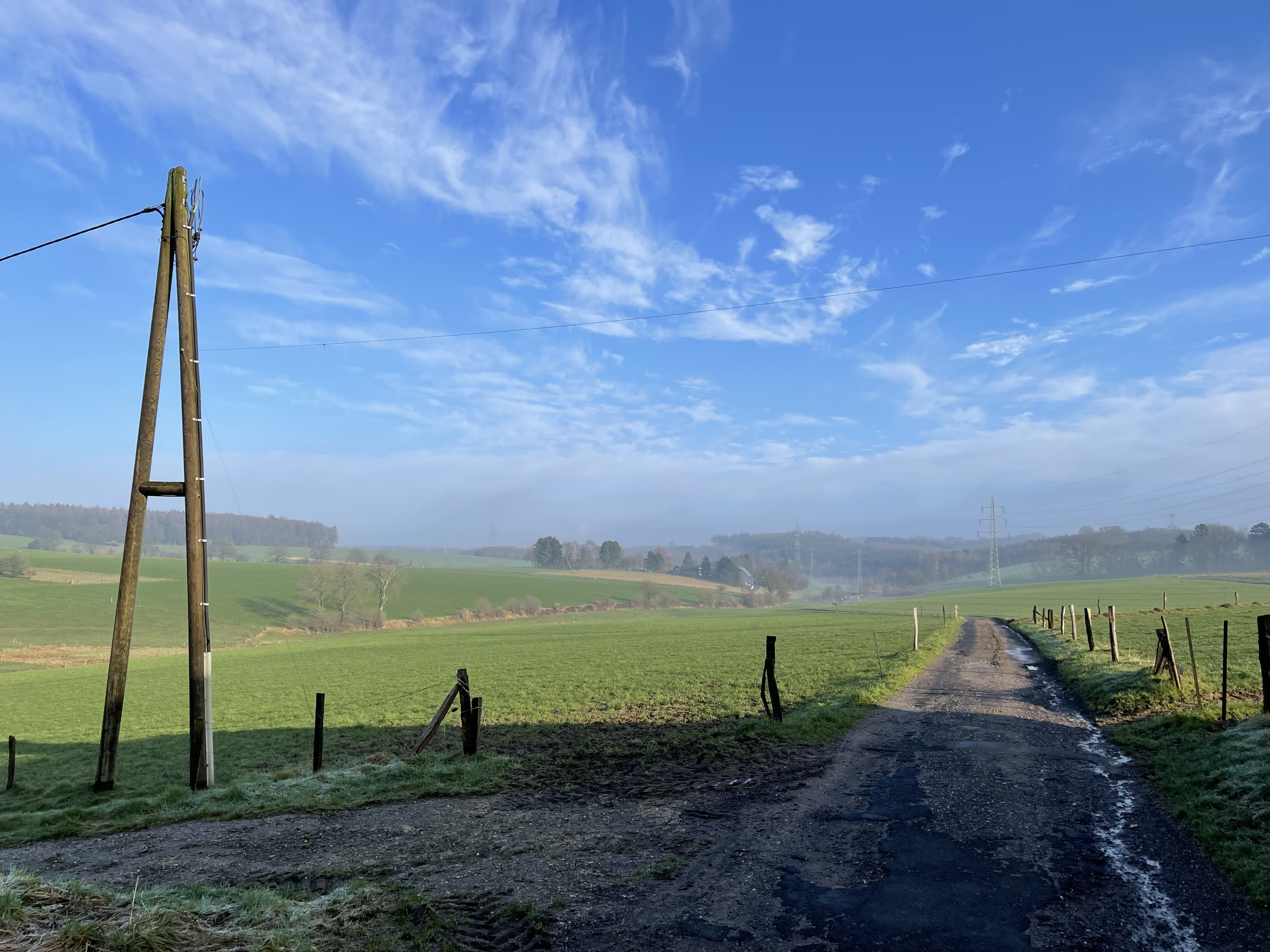
Weg von Ober- nach Unterscharschagen

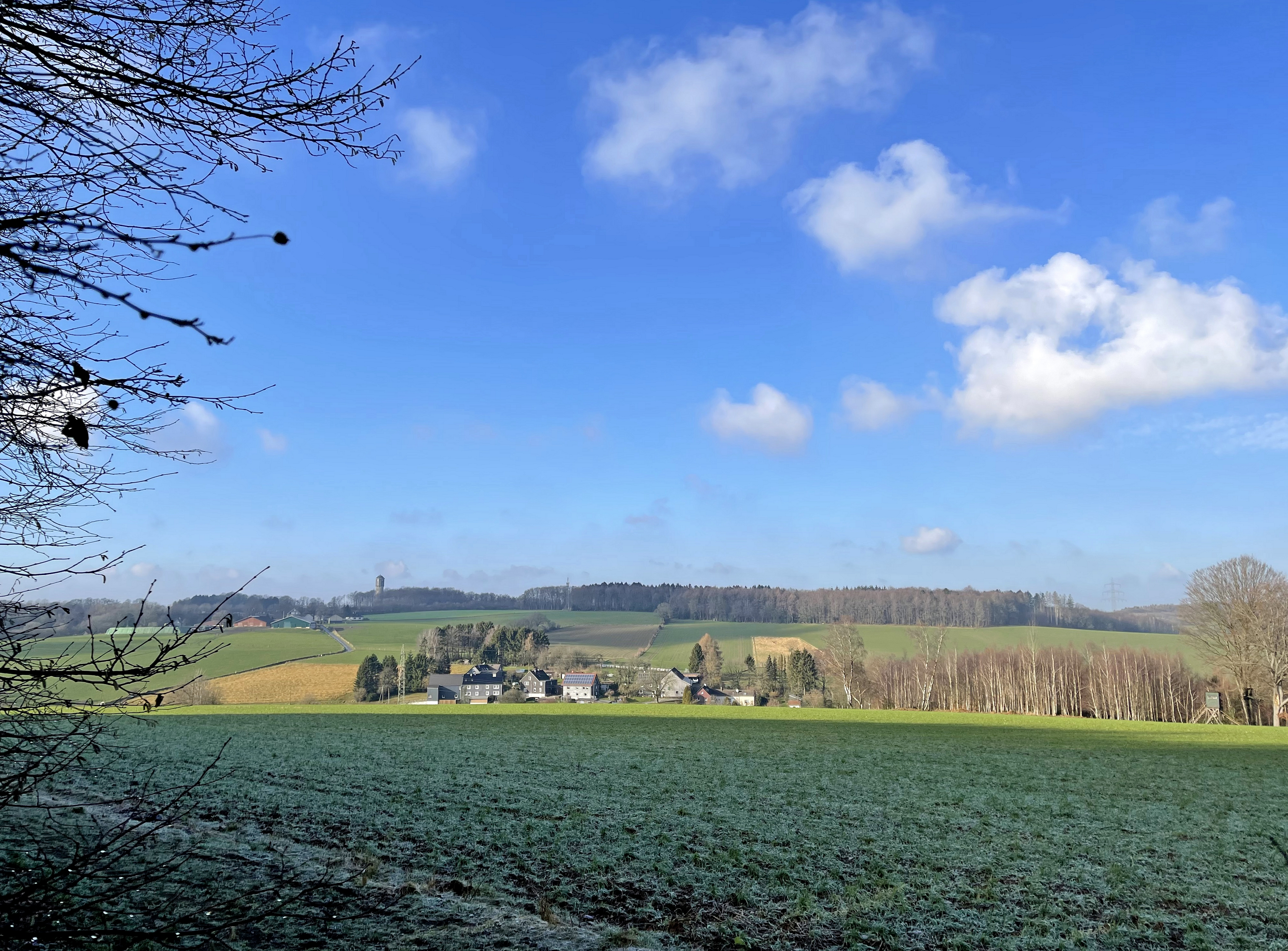
Blick über Unter- und Mittelgarschagen zum Lüttringhauser Wasserturm

Garschagen befindet sich im nordöstlichen Remscheid an der Stadtgrenze zu Wuppertal. In der Nähe der Garschager Heide mit dem Wasserturm entspringt der Marscheider Bach, der nach seinem Weg durch das Luckhauser Tal und den Marscheider Wald in die Wupper mündet. Direkt unterhalb der Autobahn hat südlich von Obergarschagen der Garschagener Bach sein Quellgebiet. Er durchquert Ober- und Untergarschagen und mündet in die Herbringhauser Talsperre, nachdem der nur wenige hundert Meter lange Mittelsiefen am Fußweg von der Schreverheide zufließt.
Die drei Wohnplätze des Ortsbereichs Obergarschagen, Mittelgarschagen und Untergarschagen liegen jeweils etwa 0,5 km voneinander entfernt, sind jedoch durch landwirtschaftliche Flächen verbunden.

## Geschichte
Der Familienname, die Bezeichnung des Ortsbereichs, sowie der Name der ehemaligen Honschaft Garschagen im Kirchspiel Lüttringhausen gehören zur umfangreichen Historie. Das alte Kirchspiel Lüttringhausen umfasste ehemals fünf Verwaltungseinheiten, von denen eine die Honschaft Garschagen war. Sie wurde Mitte des 16. Jahrhunderts als Honschaft erstmals genannt. Ursprung und Mittelpunkt ist die gleichnamige Höfegruppe in Garschagen gewesen, noch heute als Ober-, Mittel- und Untergarschagen bekannt.
1284 hatte Graf Adolf von Berg gewerbetreibende Familien aus Flandern und Brabant, also Tuchmacher, hier angesiedelt. Unter deren Nachfahren könnte der Urahn der Familie Garschagen zu suchen sein. Auf einer alten Solinger Urkunde vom 7. Dezember 1383 wurde nämlich der Name zum ersten Mal erwähnt. Die Rede ist dort von einem Winand von Garsshagen.
Um 1603 wurde Christoffel Garschagen geboren, der bisher älteste Stammvater, von dem eine Sterbeurkunde existiert. Am 20. Oktober 1828 wurde Carl Garschagen als Schulvorsteher in Garschagen genannt, und im Adressbuch desselben Jahres ist Johann Karl Garschagen als „Schuhmacher und Ökonom“ aufgeführt. Der 1925 verstorbene Friedrich Wilhelm Garschagen arbeitete in der gleichen Sparte. Er stellte nach Angaben seiner Nachfahren Stiefelschäfte her. Peter Wilhelm Kleuser dagegen betrieb nach dem genannten Adressbuch nein „Sayettfabrik“, war also im textilen Bereich tätig.
Der Namensteil „Gar“ soll von „Ger“  (Speer der Germanen) abgeleitet sein, „Hagen“ dagegen von „Hag“, was „Wurzel“ oder „Dornengebüsch“ bedeuten könnte. Aber auch eine Wortverwandtschaft mit „Wald, Gebüsch“ wäre denkbar. „Hage“ kann man aber auch als „Spitze“ oder „Hacke“ deuten.
Im Jahre 1670 müsste den Aufzeichnungen nach Caspar Garschagen, Gerichtsschöffe in Elberfeld, zum ersten Mal das Familienwappen geführt haben. Vermutlich war er ein Sohn von Jaspar Garschagen, der ebenfalls als Schöffe fungierte.
Damals blieb dieses Amt oft lange Zeit in der Familie. Da eine Familie Hagen schon 1562 die „Tyr Rune“ Wappenbücher führte, ist auch hier ein Hinweis zur Klärung der Herkunft von Namen und Wappen denkbar. Die Spitze im Wappen jedoch könnte sowohl eine Speerspitze sein als auch Pflugschare oder Rune. Ein Fragezeichen gibt es auch bei den drei Federn. Ob es sich um Pfauen- oder Straußenfedern handelt, bleibt zunächst ungeklärt.

## Obergarschagen
Der Ortsteil Obergarschagen ist bei einem Brand im Jahre 1841 fast vollständig zerstört worden. Das ehemalige Schulgebäude, das früher mit einem Glockentürmchen ausgestattet war, ist baulich verfallen. In diesem Haus ist einst der Lehrer Daniel Schürmann, Verfasser des Rechenbuchs, einige Jahre tätig gewesen. Gegenüber ist ein international bekannter Fuchsienzüchter zu Hause. In Obergarschagen befindet sich in der zweiten Generation eine Hühnerfarm. Ferner gibt es hier noch einige landwirtschaftliche Betriebe. Am Eingang zur Hofschaft steht ein Hofkreuz.

## Mittelgarschagen
Mittelgarschagen ist eine aus fünf Häusern bestehende Hofschaft. Westlich angrenzend verläuft die Autobahn A1, unter der die Hofschaft durch einen Tunnel über die Ritterstraße an Lüttringhausen angebunden ist. Nach Norden grenzt der Lüttringhauser Stadtwald an, in dem der unter Denkmalschutz stehende Wasserturm steht.

## Untergarschagen
Untergarschagen ist die östlichste der drei Hofschaften und nahe am Garschagener Bach gelegen, der dem Herbringhauser Bach  und damit der nahegelegenen Herbringhauser Talsperre zufließt. In Untergarschagen wurde 1894 der bekannte expressionistische Maler Ewald Platte geboren.